# Leichtathletik-Hallenweltmeisterschaften 2010
Die 13. Leichtathletik-Hallenweltmeisterschaften fanden vom 12. bis 14. März 2010 in der katarischen Hauptstadt Doha statt.
Doha wurde – als erste Stadt in der arabischen Welt – im November 2007 vom Leichtathletik-Weltverband IAAF mit der Ausrichtung der Veranstaltung beauftragt. Die Bewerbung setzte sich während der Sitzung des IAAF Councils in Monaco gegen die einzige andere Kandidatur aus Istanbul durch.
Austragungsort der 26 Einzelwettbewerbe war der Aspire Sports Dome auf dem Gelände der Aspire Academy. Diese liegt inmitten des Areals der Doha Sports City im Distrikt Al Waab, welche für die Durchführung der Asienspiele 2006 errichtet wurde.
Es nahmen 142 Nationen teil, 651 Athleten waren gemeldet worden.
Der DLV hatte 19 (10 weibliche, 9 männliche) Athleten nominiert.

## Männer

### 60 m
| Platz | Athlet         | Land | Zeit (s)  |
| ----- | -------------- | ---- | --------- |
| 1     | Dwain Chambers | GBR  | 6,48 (WL) |
| 2     | Mike Rodgers   | USA  | 6,53      |
| 3     | Daniel Bailey  | ANT  | 6,57      |
| 4     | Trell Kimmons  | USA  | 6,59      |
| 5     | Samuel Francis | QAT  | 6,62      |
| 6     | Ronald Pognon  | FRA  | 6,65      |
| 7     | Nesta Carter   | JAM  | 6,72      |
| DNS   | Ibrahim Kabia  | SLE  | -         |

Datum: 13. März, 18:50 Uhr

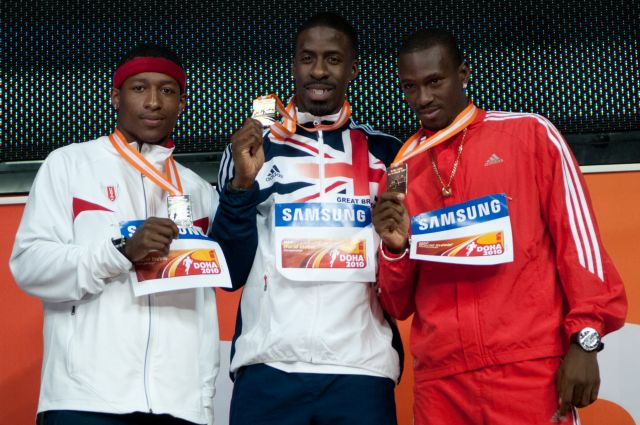
Michael Rodgers, Dwain Chambers und Daniel Bailey (v. l.) bei der Siegerehrung

Mit Dwain Chambers setzte sich im Finale wie erwartete der Titelfavorit durch. Zwei Jahre zuvor in Valencia hatte er sich über die 60 Meter noch die Silbermedaille mit Kim Collins geteilt. Daniel Bailey holte die erste Medaille überhaupt für Antigua und Barbuda bei Hallenweltmeisterschaften.
Teilnehmer aus deutschsprachigen Ländern:
Im Halbfinale ausgeschieden: Pascal Mancini (SUI), 6,70 s; Ryan Moseley (AUT), 6,71 s;
Im Vorlauf ausgeschieden: Rolf Fongué (SUI), DQ

### 400 m
| Platz | Athlet           | Land | Zeit (s)   |
| ----- | ---------------- | ---- | ---------- |
| 1     | Chris Brown      | BAH  | 45,96 (SB) |
| 2     | William Collazo  | CUB  | 46,31 (PB) |
| 3     | Jamaal Torrance  | USA  | 46,43      |
| 4     | Nery Brenes      | CRC  | 46,55 (SB) |
| 5     | Bershawn Jackson | USA  | 46,84      |
| DSQ   | David Gillick    | IRL  | -          |

Datum: 13. März, 18:05 Uhr

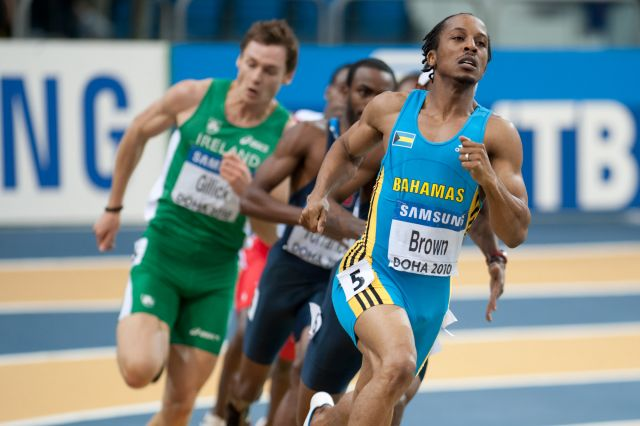
Nach zwei Bronzemedaillen gewann Chris Brown in Doha Gold.

Nach zwei Bronzemedaillen bei den letzten beiden Austragungen sicherte sich Chris Brown dieses Mal den Titel. Der frühere 400-Meter-Hürdenlauf-Weltmeister Bershawn Jackson musste die Führung eingangs der Schlussrunde an Brown abgegeben und wurde am Ende auf den letzten Platz durchgereicht. Der zweite Platz ging überraschend an William Collazo, der damit für die erste kubanische Silbermedaille in diesem Wettbewerb seit 1987 durch Roberto Hernández sorgte. David Gillick, der nach einem Zusammenprall mit Bershawn Jackson auf dem fünften Platz einlief, wurde nachträglich wegen Behinderung seines Konkurrenten disqualifiziert.
Teilnehmer aus deutschsprachigen Ländern:
Im Vorlauf ausgeschieden: Clemens Zeller (AUT), 47,39 s

### 800 m
| Platz | Athlet               | Land | Zeit (min)   |
| ----- | -------------------- | ---- | ------------ |
| 1     | Abubaker Kaki        | SUD  | 1:46,23 (SB) |
| 2     | Boaz Kiplagat Lalang | KEN  | 1:46,39      |
| 3     | Adam Kszczot         | POL  | 1:46,69      |
| 4     | Ismail Ahmed Ismail  | SUD  | 1:46,90      |
| 5     | Jakub Holuša         | CZE  | 1:47,28      |
| 6     | Luis Alberto Marco   | ESP  | 1:48,99      |

Datum: 14. März, 17:30 Uhr

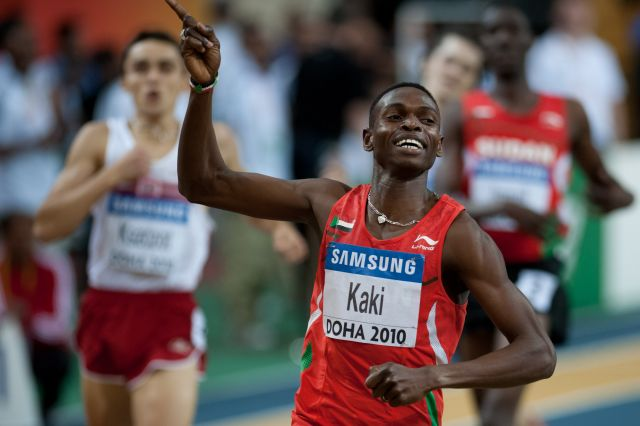
Abubaker Kaki gelang die Titelverteidigung.

In seiner typischen Art übernahm Titelverteidiger Abukaker Kaki sofort die Führung und lief zu einem ungefährdeten Start-Ziel-Sieg.
Teilnehmer aus deutschsprachigen Ländern:
Im Halbfinale ausgeschieden: Andreas Rapatz (AUT), 1:52,43 min

### 1500 m
| Platz | Athlet                      | Land | Zeit (min) |
| ----- | --------------------------- | ---- | ---------- |
| 1     | Deresse Mekonnen            | ETH  | 3:41,86    |
| 2     | Abdalaati Iguider           | MAR  | 3:41,96    |
| 3     | Haron Keitany               | KEN  | 3:42,32    |
| 4     | Mekonnen Gebremedhin        | ETH  | 3:42,42    |
| 5     | Amine Laalou                | MAR  | 3:42,42    |
| 6     | Juan van Deventer           | RSA  | 3:43,77    |
| 7     | Garrett Heath               | USA  | 3:43,81    |
| 8     | Mahiedine Mekhissi-Benabbad | FRA  | 3:45,22    |

Datum: 13. März, 17:45 Uhr

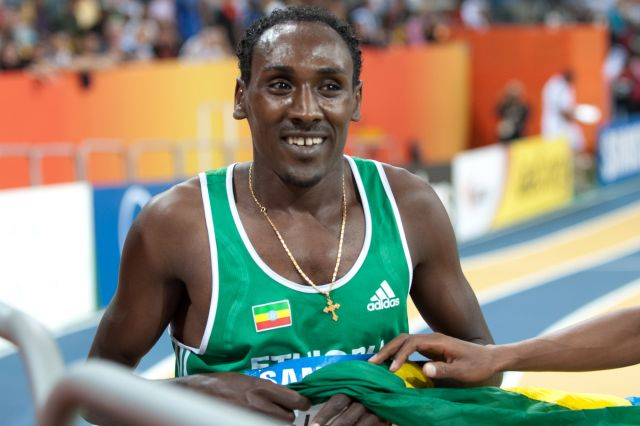
Deresse Mekonnen verteidigte erfolgreich seinen Titel.

Wie erwartet wurde der Wettbewerb von afrikanischen Läufern dominiert. Titelverteidiger Deresse Mekonnen setzte sich im Schlussspurt knapp gegen Abdalaati Iguider durch, dem sein Landsmann Amine Laalou unabsichtlich die Innenbahn verstellt hatte. Haron Keitany, der in der Mitte des Rennens für ein hohes Tempo gesorgt hatte, sicherte sich noch die Bronzemedaille.
Teilnehmer aus deutschsprachigen Ländern:
Im Vorlauf ausgeschieden: Christian Klein (GER), 3:46,14 min

### 3000 m
| Platz | Athlet            | Land | Zeit (min)   |
| ----- | ----------------- | ---- | ------------ |
| 1     | Bernard Lagat     | USA  | 7:37,97 (SB) |
| 2     | Sergio Sánchez    | ESP  | 7:39,55      |
| 3     | Sammy Alex Mutahi | KEN  | 7:39,90      |
| 4     | Tariku Bekele     | ETH  | 7:40,10      |
| 5     | Galen Rupp        | USA  | 7:42,40 (PB) |
| 6     | Jesús España      | ESP  | 7:42,82 (SB) |
| 7     | Hicham Bellani    | MAR  | 7:44,15      |
| 8     | James Kwalia      | QAT  | 7:46,12      |

Datum: 13. März, 17:00 Uhr
Titelverteidiger Tariku Bekele übernahm zur Mitte des Rennens die Führung und zog das Tempo stetig an. Drei Runden vor dem Ziel konnte ihm nur noch Bernard Lagat folgen. Dieser entschied das Rennen mit einem langgezogenen Spurt auf der letzten Runde souverän für sich. Bekele musste seiner eigenen Tempoverschärfung Tribut zollen und wurde noch vom Europarekordhalter Sergio Sánchez und von Sammy Alex Mutahi abgefangen.

### 60 m Hürden

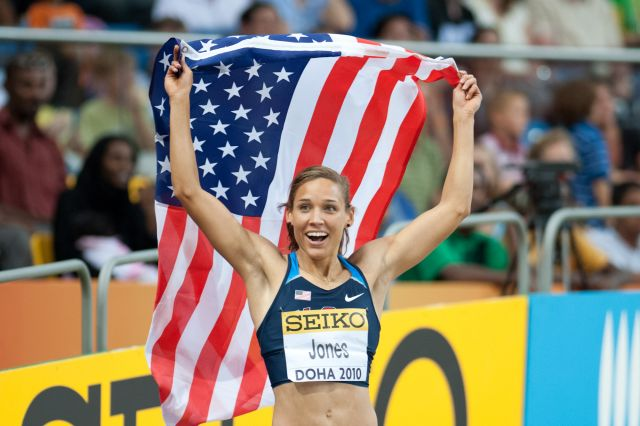
LoLo Jones siegte in Meisterschaftsrekordzeit.

| Platz | Athlet            | Land | Zeit (s)  |
| ----- | ----------------- | ---- | --------- |
| 1     | Dayron Robles     | CUB  | 7,34 (CR) |
| 2     | Terrence Trammell | USA  | 7,36 (NR) |
| 3     | David Oliver      | USA  | 7,44 (PB) |
| 4     | Jewgeni Borissow  | RUS  | 7,51 (SB) |
| 5     | Petr Svoboda      | CZE  | 7,58      |
| 6     | Maurice Wignall   | JAM  | 7,60 (SB) |
| 7     | Liu Xiang         | CHN  | 7,65 (SB) |
| 8     | Dániel Kiss       | HUN  | 7,81      |

Datum: 14. März, 18:25 Uhr

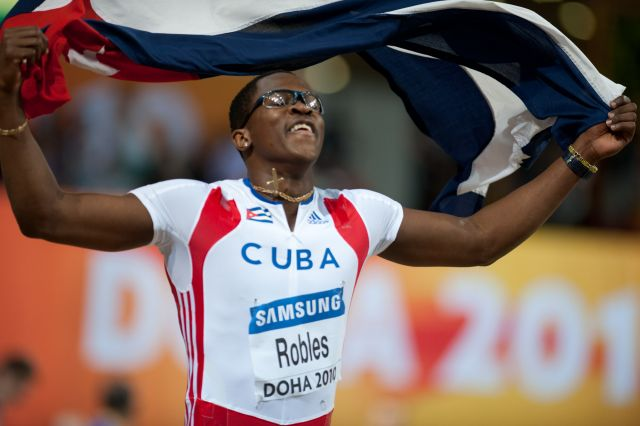
Dayron Robles sicherte sich den Titel im Hürdensprint.

Terrence Trammell lag lange Zeit in Führung und wurde von Dayron Robles erst auf dem allerletzten Meter überholt. Titelverteidiger Liu Xiang, der sich immer noch von einer langen Verletzungspause erholte, spielte bei der Medaillenvergabe erwartungsgemäß keine Rolle.
Teilnehmer aus deutschsprachigen Ländern:
Im Halbfinale ausgeschieden: Alexander John (GER), DQ; Helge Schwarzer (GER), 7,74 s;

### 4 × 400 m Staffel
| Platz | Land                    | Athleten                                                          | Zeit (min)   |
| ----- | ----------------------- | ----------------------------------------------------------------- | ------------ |
| 1     | Vereinigte Staaten      | Jamaal Torrance Greg Nixon Tavaris Tate Bershawn Jackson          | 3:03,40 (WL) |
| 2     | Belgien                 | Cédric Van Branteghem Kevin Borlée Antoine Gillet Jonathan Borlée | 3:06,94 (NR) |
| 3     | Vereinigtes Königreich  | Conrad Williams Nigel Levine Christopher Clarke Richard Buck      | 3:07,52 (SB) |
| DSQ   | Dominikanische Republik | Arismendy Peguero Alvin Harrison Félix Sánchez Yoel Tapia         | -            |
| DNF   | Bahamas                 | Michael Mathieu Andretti Bain La’Sean Pickstock Chris Brown       | -            |
| DNF   | Jamaika                 | Edino Steele Sanjay Ayre Lancford Davis Ricardo Chambers          | -            |

Datum: 14. März, 18:50 Uhr

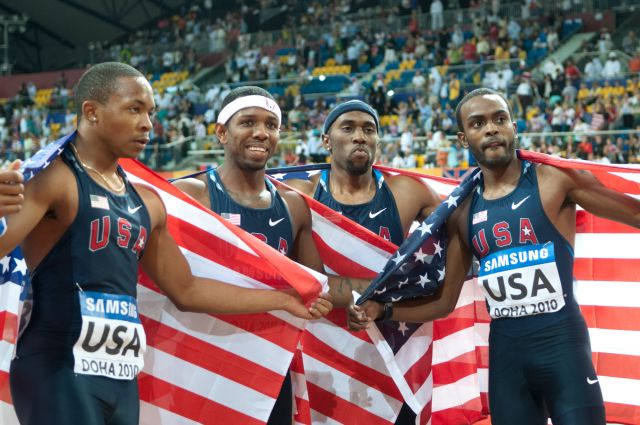
Die US-Staffel wurde ihrer Favoritenrolle vollauf gerecht.

Andretti Bain und Sanjay Ayre verletzen sich während des Rennens. Damit war der Wettkampf für die Stafetten der Bahamas und Jamaikas beendet, noch bevor ihre dritten Läufer zum Einsatz kommen konnten. Die dominikanische Mannschaft erreichte das Ziel als vierte, wurde jedoch wegen eines Wechselfehlers zwischen Félix Sánchez und Schlussläufer Yoel Tapia nachträglich disqualifiziert.

### Hochsprung
| Platz | Athlet            | Land | Höhe (m)  |
| ----- | ----------------- | ---- | --------- |
| 1     | Iwan Uchow        | RUS  | 2,36      |
| 2     | Jaroslaw Rybakow  | RUS  | 2,31      |
| 3     | Dusty Jonas       | USA  | 2,31      |
| 4     | Kyriakos Ioannou  | CYP  | 2,28      |
| 5     | Jesse Williams    | USA  | 2,28      |
| 6     | Kabelo Kgosiemang | BOT  | 2,28 (NR) |
| 7     | Samson Oni        | GBR  | 2,24      |
| 8     | Martin Günther    | GER  | 2,24      |

Datum: 14. März, 17:00 Uhr

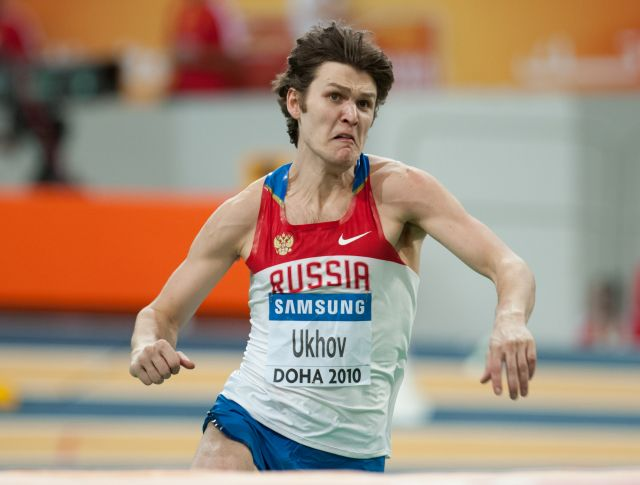
Iwan Uchow sprang in Doha am höchsten.

Jaroslaw Rybakow, Dusty Jonas und Kyriakos Ioannou übersprangen 2,28 m jeweils im ersten Anlauf, während Iwan Uchow sich bei dieser Höhe einen Fehlversuch leistete. Uchow und Rybakow bewältigten die 2,31 m dann im ersten, Dusty Jonas im zweiten Versuch. Der Sieg für Uchow stand anschließend fest, als er als einziger Athlet 2,33 m übersprang. Der amtierende Halleneuropameister steigerte sich danach noch auf 2,36 m und versuchte sich zweimal erfolglos an einer Höhe von 2,41 m.

### Stabhochsprung
| Platz | Athlet                  | Land | Höhe (m)  |
| ----- | ----------------------- | ---- | --------- |
| 1     | Steve Hooker            | AUS  | 6,01 (CR) |
| 2     | Malte Mohr              | GER  | 5,70      |
| 3     | Alexander Straub        | GER  | 5,65      |
| 4     | Konstandinos Filippidis | GRE  | 5,65      |
| 4     | Derek Miles             | USA  | 5,65      |
| 6     | Michal Balner           | CZE  | 5,45      |
| 6     | Steven Lewis            | GBR  | 5,45      |
| 6     | Dmitri Starodubzew      | RUS  | 5,45      |

Datum: 13. März, 16:15 Uhr
Nachdem sein stärkster Konkurrent Renaud Lavillenie aus Frankreich überraschend in der Qualifikation gescheitert war, siegte der hohe Favorit Steven Hooker wie erwartet. Der Bronzemedaillengewinner Alexander Straub nahm die 5,65 m im ersten Versuch und ist deshalb vor zwei Athleten platziert, die die Höhe jeweils erst im dritten Versuch übersprangen.

### Weitsprung
| Platz | Athlet                 | Land | Weite (m) |
| ----- | ---------------------- | ---- | --------- |
| 1     | Fabrice Lapierre       | AUS  | 8,17      |
| 2     | Godfrey Khotso Mokoena | RSA  | 8,08 (SB) |
| 3     | Mitchell Watt          | AUS  | 8,05      |
| 4     | Salim Sdiri            | FRA  | 8,01      |
| 5     | Christian Reif         | GER  | 7,86      |
| 6     | Ndiss Kaba Badji       | SEN  | 7,86      |
| 7     | Ignisious Gaisah       | GHA  | 7,81      |
| 8     | Andrij Makartschew     | UKR  | 7,65      |

Datum: 13. März, 17:45 Uhr

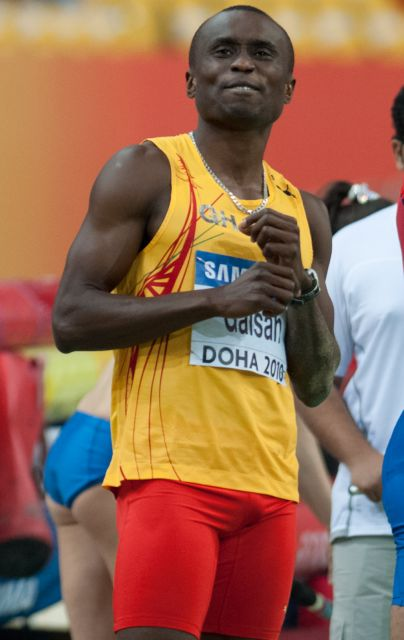
Ignisious Gaisah belegte den siebten Rang.

Insgesamt zeigten die Athleten im Finale nur mäßige Leistungen. Wenn man die Hallenweltspiele von 1985 nicht berücksichtigt, sind Fabrice Lapierres 8,17 m die zweitkürzeste Siegerweite in der Geschichte der Hallenweltmeisterschaften.

### Dreisprung
| Platz | Athlet              | Land | Weite (m)  |
| ----- | ------------------- | ---- | ---------- |
| 1     | Teddy Tamgho        | FRA  | 17,90 (WR) |
| 2     | Yoandri Betanzos    | CUB  | 17,69 (PB) |
| 3     | Arnie David Giralt  | CUB  | 17,36 (SB) |
| 4     | Christian Olsson    | SWE  | 17,23      |
| 5     | Fabrizio Donato     | ITA  | 16,88      |
| 6     | Jadel Gregório      | BRA  | 16,78      |
| 7     | Dmitrij Vaľukevič   | SVK  | 16,72      |
| 8     | Igor Spassowchodski | RUS  | 16,42      |

Datum: 14. März, 17:40 Uhr
Als alle anderen Wettkämpfe bereits beendet waren, sorgte Teddy Tamgho noch einmal für einen Paukenschlag. In seinem sechsten und letzten Versuch übertraf er den alten Weltrekord, den sich Aliecer Urrutia und Christian Olsson geteilt hatten, um sieben Zentimeter und zog im laufenden Wettbewerb an Yoandri Betanzos vorbei, der seit seinem ersten Versuch in Führung gelegen hatte.

### Kugelstoßen
| Platz | Athlet              | Land | Weite (m) |
| ----- | ------------------- | ---- | --------- |
| 1     | Christian Cantwell  | USA  | 21,83     |
| 2     | Ralf Bartels        | GER  | 21,44 PB  |
| 3     | Dylan Armstrong     | CAN  | 21,39 NR  |
| 4     | Tomasz Majewski     | POL  | 21,20 NR  |
| 5     | Pawel Lyschyn       | BLR  | 20,67     |
| 6     | David Storl         | GER  | 20,40     |
| 7     | Scott Martin        | AUS  | 19,76     |
| 8     | Carl Myerscough     | GBR  | 18,66     |
| DSQ   | Andrej Michnewitsch | BLR  | DOP       |

Datum: 13. März, 16:20 Uhr
Der Weißrusse Andrej Michnewitsch, der mit 21,68 m den zweiten Platz belegt hatte, wurde wegen Dopings nachträglich disqualifiziert. Dylan Armstrong und Tomasz Majewski stellten nationale Hallenrekorde auf. Christian Cantwell und Ralf Bartels standen wie schon bei den Weltmeisterschaften 2009 in Berlin wieder auf dem Treppchen.

### Siebenkampf
| Platz | Athlet              | Land | Punkte    |
| ----- | ------------------- | ---- | --------- |
| 1     | Bryan Clay          | USA  | 6204 (SB) |
| 2     | Trey Hardee         | USA  | 6184 (SB) |
| 3     | Alexei Drosdow      | RUS  | 6141      |
| 4     | Andrej Krautschanka | BLR  | 6124      |
| 5     | Roman Šebrle        | CZE  | 6024 (SB) |
| 6     | Oleksij Kasjanow    | UKR  | 6019      |
| 7     | Leonel Suárez       | CUB  | 5764      |
| DNF   | Alexander Pogorelow | RUS  | -         |

Datum: 12./13. März

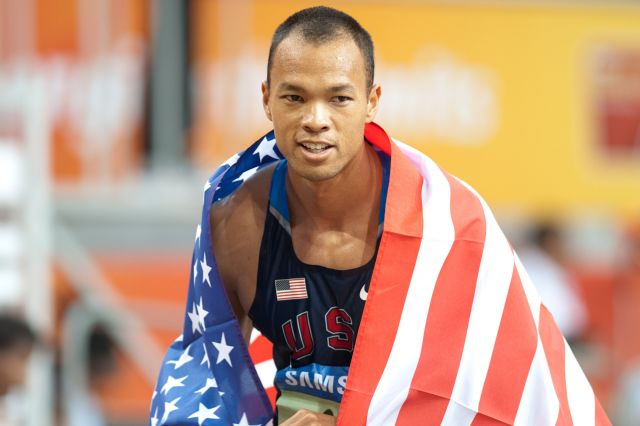
Bryan Clay hatte am Ende nur 20 Punkte Vorsprung auf seinen Landsmann Trey Hardee.

Der Siebenkampf besteht aus den Disziplinen 60-Meter-Lauf, Weitsprung, Kugelstoßen, Hochsprung, 60-Meter-Hürdenlauf, Stabhochsprung und 1000-Meter-Lauf.
Titelverteidiger Brian Clay sicherte sich mit einer ausgeglichenen Leistung den Sieg. Er war der schnellste 60-Meter-Läufer im Feld und erzielte gemeinsam mit Trey Hardee und Andrei Krautschanka das beste Stabhochsprungresultat des Tages. Hardee setzte darüber hinaus die Bestmarke im Hürdensprint und Krautschanka im Hochsprung sowie im 1000-Meter-Lauf. Im Weitsprung war Oleksij Kasjanow am stärksten und im Kugelstoßen Alexei Drosdow. Alexander Pogorelow gab nach der ersten Disziplin verletzt auf.

## Frauen

### 60 m
| Platz | Athletin                | Land | Zeit (s)  |
| ----- | ----------------------- | ---- | --------- |
| 1     | Veronica Campbell-Brown | JAM  | 7,00 (PB) |
| 2     | Carmelita Jeter         | USA  | 7,05      |
| 3     | Ruddy Zang Milama       | GAB  | 7,14      |
| 4     | Sheri-Ann Brooks        | JAM  | 7,14 (PB) |
| 5     | Chandra Sturrup         | BAH  | 7,16 (SB) |
| 6     | Tahesia Harrigan        | IVB  | 7,17 (SB) |
| 7     | Myriam Soumaré          | FRA  | 7,29      |
| DSQ   | LaVerne Jones-Ferrette  | ISV  | DOP       |

Datum: 14. März, 18:10 Uhr

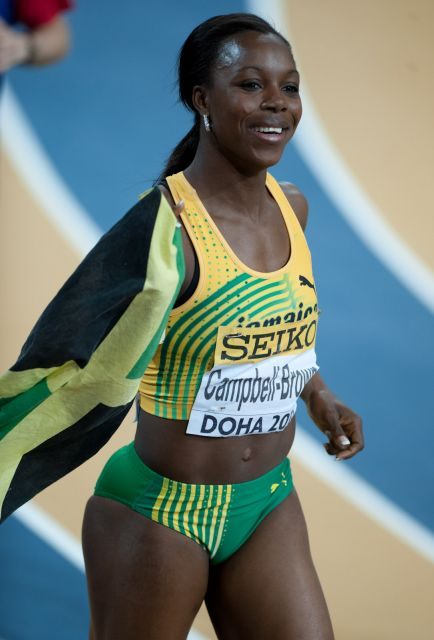
Die dreifache Olympiasiegerin Veronica Campbell-Brown gewann mit persönlicher Bestleistung.

Etwas überraschend schlug Veronica Campbell-Brown die beiden Führenden der Weltjahresbestenliste, LaVerne Jones-Ferrette und Carmelita Jeter. Mit der 38-jährigen Chandra Sturrup stand die älteste Athletin der Titelkämpfe im Finale. Die Zweitplatzierte Jones-Ferrette war bei einer unangekündigten Kontrolle im Vorfeld positiv auf die verbotene Substanz Clomifen getestet worden und wurde nachträglich disqualifiziert.
Teilnehmer aus deutschsprachigen Ländern:
Im Halbfinale ausgeschieden: Yasmin Kwadwo (GER), 7,39 s

### 400 m
| Platz | Athletin               | Land | Zeit (s)   |
| ----- | ---------------------- | ---- | ---------- |
| 1     | Debbie Dunn            | USA  | 51,04      |
| 2     | Tatjana Firowa         | RUS  | 51,13 (PB) |
| 3     | Wanja Stambolowa       | BUL  | 51,50 (SB) |
| 4     | Amantle Montsho        | BOT  | 52,53      |
| 5     | Aliann Pompey          | GUY  | 52,75      |
| DNF   | Novlene Williams-Mills | JAM  | -          |

Datum: 13. März, 17:30 Uhr

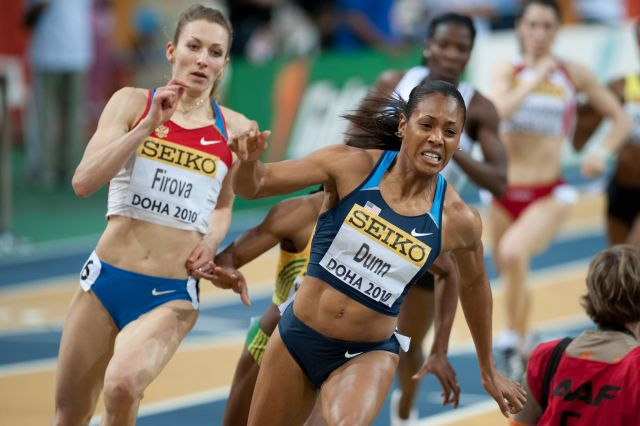
Tatjana Firowa (links) und Debbie Dunn (rechts) gehen auf die Schlussrunde. Hinter Dunn kommt Novlene Williams-Mills zu Fall.

Nach vier russischen Siegen in Folge bei Hallenweltmeisterschaften über 400 Meter lief die US-Amerikanerin Debbie Dunn zu einem Start-Ziel-Sieg. Eingangs der Schlussrunde brachte die Zweite Tatjana Firowa durch eine unabsichtliche Berührung Novlene Williams-Mills zu Fall, die das Rennen daraufhin aufgeben musste. Die Bronzemedaille ging an die Europameisterin Wanja Stambolowa. Für Amantle Montsho, die im Vorlauf und im Halbfinale jeweils ihren eigenen Landesrekord verbessert hatte, blieb im Finale der undankbare vierte Rang.

### 800 m
| Platz | Athletin           | Land | Zeit (min)   |
| ----- | ------------------ | ---- | ------------ |
| 1     | Marija Sawinowa    | RUS  | 1:58,26 (WL) |
| 2     | Jennifer Meadows   | GBR  | 1:58,43 (NR) |
| 3     | Alysia Johnson     | USA  | 1:59,60 (PB) |
| 4     | Anna Pierce        | USA  | 2:00,53 (PB) |
| 5     | Eglė Balčiūnaitė   | LTU  | 2:01,37 (NR) |
| 6     | Jewgenija Sinurowa | RUS  | 2:01,68      |

Datum: 14. März, 17:15 Uhr
Alysia Johnson führte das Feld in schnellen 58,16 Sekunden durch die ersten beiden Runden. Nach 500 Metern startete Jennifer Meadows ihren Angriff und konnte sich leicht absetzen. Erst auf der Zielgeraden wurde sie noch von Marija Sawinowa überholt. Johnson sicherte sich die Bronzemedaille in dem hochklassigen Rennen.

### 1500 m
| Platz | Athletin           | Land | Zeit (min)   |
| ----- | ------------------ | ---- | ------------ |
| 1     | Kalkidan Gezahegne | ETH  | 4:08,14      |
| 2     | Natalia Rodríguez  | ESP  | 4:08,30      |
| 3     | Gelete Burka       | ETH  | 4:08,39      |
| 4     | Sylwia Ejdys       | POL  | 4:09,24      |
| 5     | Irene Jelagat      | KEN  | 4:09,57 (PB) |
| 6     | Erin Donohue       | USA  | 4:09,59 (PB) |
| 7     | Helen Clitheroe    | GBR  | 4:10,38      |
| 8     | Sarah Bowman       | USA  | 4:10,72      |

Datum: 14. März, 16:45 Uhr

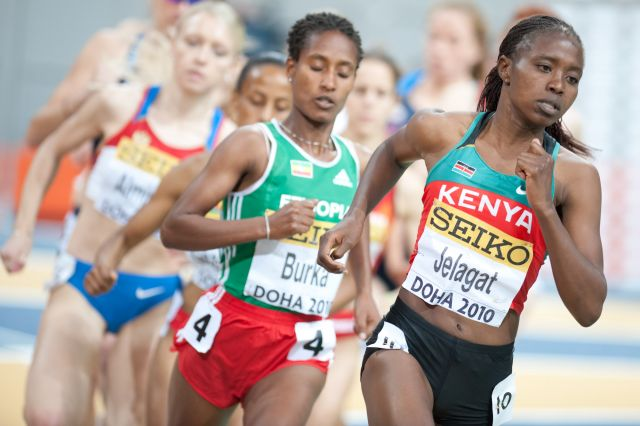
Irene Jelagat (rechts) und Gelete Burka (links) führten das Feld zunächst an.

Bei den Weltmeisterschaften 2009 in Berlin hatte Natalia Rodríguez Gelete Burka im Finale des 1500-Meter-Lauf schuldhaft zu Fall gebracht und wurde deswegen disqualifiziert. In Doha trafen sie wieder aufeinander. Nachdem Irene Jelagat das Feld auf der ersten Hälfte des Rennens angeführt hatte, positionierten sich Gelete Burka und die erst 18-jährige Kalkidan Gezahegne an der Spitze. Gezahegne hatte im Schlussspurt das bessere Ende für sich, Titelverteidigerin Burka wurde noch von Rodríguez abgefangen. Die Siebtplatzierte Anna Alminowa wurde positiv auf Pseudoephedrin getestet und daraufhin disqualifiziert.

### 3000 m
| Platz | Athletin                  | Land | Zeit (min) |
| ----- | ------------------------- | ---- | ---------- |
| 1     | Meseret Defar             | ETH  | 8:51,17    |
| 2     | Vivian Jepkemoi Cheruiyot | KEN  | 8:51,85    |
| 3     | Sentayehu Ejigu           | ETH  | 8:52,08    |
| 4     | Sylvia Jebiwott Kibet     | KEN  | 8:52,16    |
| 5     | Alemitu Bekele            | TUR  | 8:53,78    |
| 6     | Sara Moreira              | POR  | 8:55,34    |
| 7     | Layes Abdullayeva         | AZE  | 8:57,59    |
| 8     | Jéssica Augusto           | POR  | 9:01,71    |

Datum: 13. März, 16:55 Uhr

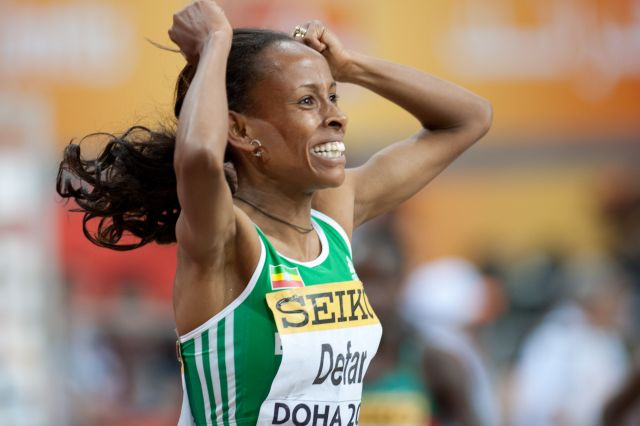
Meseret Defar war nicht zu schlagen.

Meseret Defar gewann zum vierten Mal in Folge den Weltmeistertitel über die 3000 Meter. Dabei ließ sie die Kenianerinnen Vivian Jepkemoi Cheruiyot und Sylvia Jebiwott Kibet hinter sich, denen sie im Vorjahr bei den Freiluftweltmeisterschaften in Berlin im 5000-Meter-Lauf noch unterlegen war.

### 60 m Hürden
| Platz | Athletin                | Land | Zeit (s)  |
| ----- | ----------------------- | ---- | --------- |
| 1     | LoLo Jones              | USA  | 7,72 (CR) |
| 2     | Perdita Felicien        | CAN  | 7,86 (SB) |
| 3     | Priscilla Lopes-Schliep | CAN  | 7,87      |
| 4     | Anay Tejeda             | CUB  | 7,91 (SB) |
| 5     | Ginnie Powell           | USA  | 7,97      |
| 6     | Vonette Dixon           | JAM  | 7,99      |
| 7     | Lacena Golding-Clarke   | JAM  | 8,02      |
| 8     | Tatjana Dektjarjowa     | RUS  | 8,05      |

Datum: 13. März, 18:25 Uhr
Ihre Zeit von 7,72 s bedeutete für LoLo Jones die erfolgreiche Titelverteidigung sowie den dritten Rang in der ewigen Weltbestenliste hinter Susanna Kallur und Ludmila Engquist. Außerdem nahm sie Perdita Felicien, der Weltmeisterin von 2004, ihren Meisterschaftsrekord ab.
Weitere Teilnehmer aus deutschsprachigen Ländern:
Im Halbfinale ausgeschieden: Nadine Hildebrand (GER), 8,17 s; Lisa Urech (SUI), 8,09 s

### 4 × 400 m Staffel
| Platz | Land                   | Athletinnen                                                                 | Zeit (min)   |
| ----- | ---------------------- | --------------------------------------------------------------------------- | ------------ |
| 1     | Vereinigte Staaten     | Debbie Dunn DeeDee Trotter Natasha Hastings Allyson Felix                   | 3:27,34 (WL) |
| 2     | Russland               | Swetlana Pospelowa Natalja Nasarowa Xenija Wdowina Tatjana Firowa           | 3:27,44 (SB) |
| 3     | Tschechien             | Denisa Rosolová Jitka Bartoničková Zuzana Bergrová Zuzana Hejnová           | 3:30,05 (SB) |
| 4     | Vereinigtes Königreich | Kim Wall Vicki Barr Perri Shakes-Drayton Lee McConnell                      | 3:30,29 (SB) |
| DSQ   | Jamaika                | Bobby-Gaye Wilkins Clora Williams Davita Prendergast Novlene Williams-Mills | DOP          |

Datum: 14. März, 17:45 Uhr

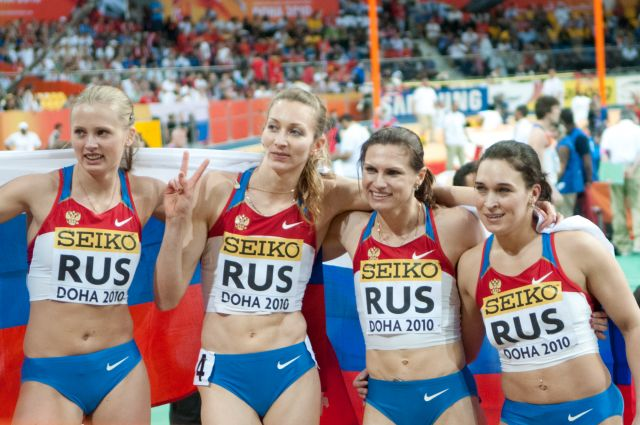
Für die russische Staffel endete eine lange Siegesserie.

Die 200-Meter-Lauf-Spezialistin Allyson Felix rettete der US-amerikanischen Stafette einen historischen Sieg ins Ziel. Seit 1995 waren die Russinnen zuvor bei acht aufeinanderfolgenden Hallenweltmeisterschaften in der 4-mal-400-Meter-Staffel unbesiegt geblieben. Mit Debbie Dunn und Tatjana Firowa standen die beiden Erstplatzierten des 400-Meter-Laufs auch im Staffelfinale am Ende auf den vorderen Rängen. Der jamaikanischen Stafette, die als dritte ins Ziel kam, wurde nachträglich die Bronzemedaille aberkannt, da in der Dopingprobe der Startläuferin Bobby-Gaye Wilkins der Selektive Androgen-Rezeptor-Modulator Andarine nachgewiesen worden war.

### Hochsprung
| Platz | Athletin           | Land | Höhe (m)  |
| ----- | ------------------ | ---- | --------- |
| 1     | Blanka Vlašić      | CRO  | 2,00      |
| 2     | Ruth Beitia        | ESP  | 1,98      |
| 3     | Chaunte Howard     | USA  | 1,98 (SB) |
| 4     | Swetlana Schkolina | RUS  | 1,96      |
| 5     | Emma Green         | SWE  | 1,94      |
| 5     | Zheng Xingjuan     | CHN  | 1,94 (NR) |
| 7     | Marina Aitowa      | KAZ  | 1,91      |
| 7     | Nadiya Dusanova    | UZB  | 1,91      |

Datum: 13. März, 17:05 Uhr

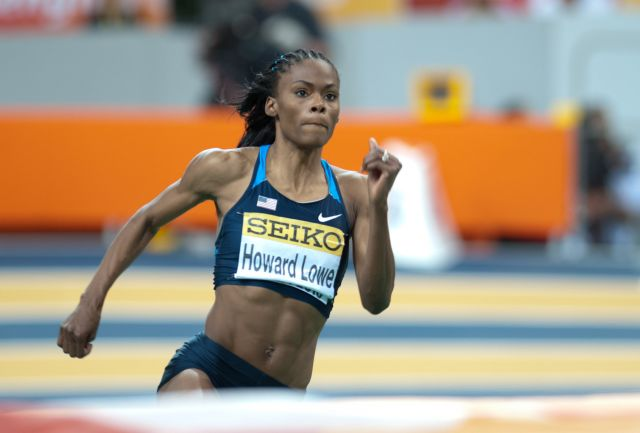
Chaunte Howard gewann die Bronzemedaille im Hochsprung.

Favoritin Blanka Vlašić gewann wie erwartet souverän und leistete sich bis zu ihrer Sieghöhe keinen einzigen Fehlversuch. Ruth Beitia nahm die 1,98 m im ersten Versuch und platzierte sich damit vor der höhengleichen Chaunte Howard, die einen Versuch mehr benötigte. Die deutsche Medaillenkandidatin Ariane Friedrich musste ihren Start wegen einer Knieverletzung kurzfristig absagen.
Weitere Teilnehmer aus deutschsprachigen Ländern:
In der Qualifikation ausgeschieden: Meike Kröger (GER), 1,85 m

### Stabhochsprung
| Platz | Athletin               | Land | Höhe (m)  |
| ----- | ---------------------- | ---- | --------- |
| 1     | Fabiana Murer          | BRA  | 4,80      |
| 2     | Swetlana Feofanowa     | RUS  | 4,80 (SB) |
| 3     | Anna Rogowska          | POL  | 4,70      |
| 4     | Jelena Issinbajewa     | RUS  | 4,60      |
| 5     | Jirina Ptácniková      | CZE  | 4,60 (PB) |
| 6     | Kelsie Hendry          | CAN  | 4,50      |
| 7     | Kristina Gadschiew     | GER  | 4,40      |
|       | Nikoleta Kyriakopoulou | GRE  | NM        |

Datum: 14. März, 16:20 Uhr

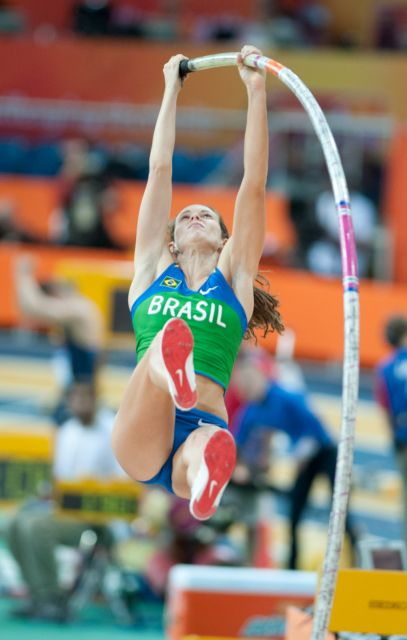
Fabiana Murer schlug unter anderem die zweifache Olympiasiegerin Jelena Issinbajewa.

Die favorisierte Olympiasiegerin und Weltrekordhalterin Jelena Issinbajewa erreichte überraschend nur den vierten Rang. Der Sieg ging an die zweitbeste Springerin der laufenden Saison, Fabiana Murer. Die weiteren Medaillen holten die Freiluftweltmeisterinnen von 2003 und 2009, Swetlana Feofanowa und Anna Rogowska.
Weitere Teilnehmer aus deutschsprachigen Ländern:
In der Qualifikation ausgeschieden: Carolin Hingst (GER), NM

### Weitsprung
| Platz | Athletin          | Land | Weite (m) |
| ----- | ----------------- | ---- | --------- |
| 1     | Brittney Reese    | USA  | 6,70      |
| 2     | Naide Gomes       | POR  | 6,67      |
| 3     | Keila Costa       | BRA  | 6,63 (SB) |
| 4     | Ksenija Balta     | EST  | 6,63 (SB) |
| 5     | Darja Klischina   | RUS  | 6,62      |
| 6     | Anna Nasarowa     | RUS  | 6,61      |
| 7     | Julija Tarassowa  | UZB  | 6,54      |
| 8     | Wiktorija Rybalko | UKR  | 6,28      |

Datum: 14. März, 16:00 Uhr

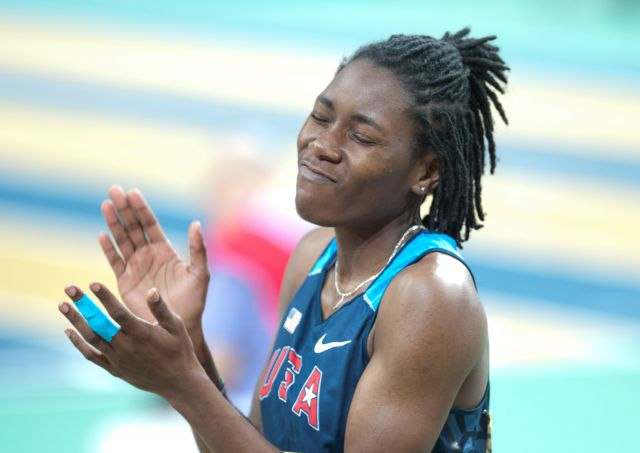
Nach ihrem Titelgewinn im Freien wurde Brittney Reese auch in der Halle Weltmeisterin.

Wie schon am Vortag die Männer blieben die meisten Athleteninnen im Weitsprungwettbewerb unter ihren Möglichkeiten. So reichten Freiluftweltmeisterin Brittney Reese 6,70 m, um Titelverteidigerin Naide Gomes auf den zweiten Rang zu verweisen.
Teilnehmer aus deutschsprachigen Ländern:
In der Qualifikation ausgeschieden: Bianca Kappler (GER), 6,37 m; Sosthene Moguenara (GER), 6,37 m

### Dreisprung
| Platz | Athletin                      | Land | Weite (m)   |
| ----- | ----------------------------- | ---- | ----------- |
| 1     | Olga Rypakowa                 | KAZ  | 15,14 AR WL |
| 2     | Yargelis Savigne              | CUB  | 14,86 (SB)  |
| 3     | Anna Pjatych                  | RUS  | 14,64 (SB)  |
| 4     | Anastassija Taranowa-Potapowa | RUS  | 14,40       |
| 5     | Mabel Gay                     | CUB  | 14,30 (SB)  |
| 6     | Dana Velďáková                | SVK  | 14,18       |
| 7     | Xie Limei                     | CHN  | 14,03 (SB)  |
| 8     | Svetlana Bolshakova           | BEL  | 14,02       |

Datum: 13. März, 16:00 Uhr
Mit ihrer Weite von 15,14 m stellte die Olympiavierte Olga Rypakowa einen Asienrekord auf und rückte auf den dritten Rang der ewigen Weltbestenliste vor. So distanzierte sie ihre Konkurrentinnen deutlich, darunter die beiden erstplatzierten Springerinnen der letztjährigen Freiluftweltmeisterschaften in Berlin, Yargelis Savigne und Mabel Gay.

### Kugelstoßen
| Platz | Athletin                  | Land | Weite (m)  |
| ----- | ------------------------- | ---- | ---------- |
| 1     | Valerie Vili              | NZL  | 20,49 (AR) |
| 2     | Anna Awdejewa             | RUS  | 19,47 (SB) |
| 3     | Nadine Kleinert           | GER  | 19,34 (SB) |
| 4     | Jillian Camarena-Williams | USA  | 19,34 (PB) |
| 5     | Misleydis González        | CUB  | 18,77      |
| 6     | Gong Lijiao               | CHN  | 18,64      |
| –     | Nadseja Astaptschuk       | BLR  | DSQ        |
| –     | Natallja Michnewitsch     | BLR  | DSQ        |

Datum: 14. März, 16:35 Uhr

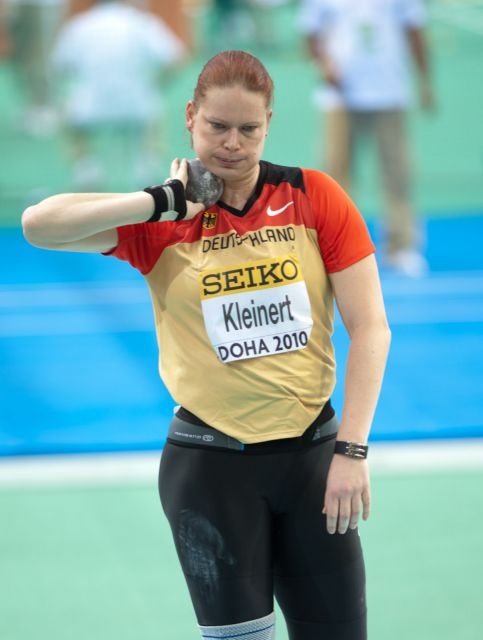
Nadine Kleinert erhielt nachträglich Bronze.

Selbst ein neuer Ozeanienrekord reichte Valerie Vili zunächst nicht zur erfolgreichen Titelverteidigung. Die Weltjahresbeste Nadseja Astaptschuk siegte mit neuem Meisterschaftsrekord, wurde aber später wegen Dopings disqualifiziert, ebenso die zunächst Viertplatzierte Natallja Michnewitsch. Die zunächst Siebtplatzierte Rumänin Anca Heltne wurde ebenso nachträglich disqualifiziert, nachdem sie zwei Wochen zuvor bei einem Wettkampf positiv auf Stanozolol getestet worden war.

### Fünfkampf
| Platz | Athletin                   | Land | Punkte    |
| ----- | -------------------------- | ---- | --------- |
| 1     | Jessica Ennis              | GBR  | 4937 (CR) |
| 2     | Natalija Dobrynska         | UKR  | 4851 (NR) |
| 3     | Hyleas Fountain            | USA  | 4753 (AR) |
| 4     | Antoinette Nana Djimou Ida | FRA  | 4618      |
| 5     | Karolina Tymińska          | POL  | 4575      |
| 6     | Marina Gontscharowa        | RUS  | 4416      |
| 7     | Aiga Grabuste              | LAT  | 4013 (SB) |
| –     | Tatjana Tschernowa         | RUS  | DSQ       |

Datum: 13./14. März
Der Fünfkampf besteht aus den Disziplinen 60-Meter-Hürdenlauf, Hochsprung, Kugelstoßen, Weitsprung und 800-Meter-Lauf.
Mit 4937 Punkten übertraf die amtierende Siebenkampfweltmeisterin Jessica Ennis den sieben Jahre alten Meisterschaftsrekord von Carolina Klüft um vier Punkte und schob sich auf Platz drei der ewigen Weltbestenliste. Im 60-Meter-Hürdenlauf und im Hochsprung erzielte sie die besten Leistungen im Wettbewerb. Natalija Dobrynska erzielte einen Landesrekord und war die stärkste Athletin im Kugelstoßen. Das zunächst beste Ergebnis im Weitsprung gelang der drittplatzierten Tatjana Tschernowa, die später wegen Dopings disqualifiziert wurde. Die schnellste 800-Meter-Zeit lief Karolina Tyminska. Hyleas Fountain stellte den Nordamerikarekord ihrer Landsfrau Le Shundra Nathan ein.

## Erklärungen
- WR: Weltrekord
- AR: Kontinentalrekord
- NR: nationaler Rekord
- CR: Meisterschaftsrekord
- WL: Weltjahresbestleistung
- PB: persönliche Bestleistung
- SB: Saisonbestleistung
- DNF: Wettbewerb nicht beendet
- DNS: nicht zum Wettbewerb angetreten
- DQ: disqualifiziert
- NM: kein gültiger Versuch

## Medaillenspiegel
| Medaillenspiegel Endstand nach 26 Entscheidungen | Medaillenspiegel Endstand nach 26 Entscheidungen | Medaillenspiegel Endstand nach 26 Entscheidungen | Medaillenspiegel Endstand nach 26 Entscheidungen | Medaillenspiegel Endstand nach 26 Entscheidungen | Medaillenspiegel Endstand nach 26 Entscheidungen |
| Platz                                            | Land                                             | Gold                                             | Silber                                           | Bronze                                           | Gesamt                                           |
| ------------------------------------------------ | ------------------------------------------------ | ------------------------------------------------ | ------------------------------------------------ | ------------------------------------------------ | ------------------------------------------------ |
| 1                                                | Vereinigte Staaten                               | 8                                                | 4                                                | 6                                                | 18                                               |
| 2                                                | Äthiopien                                        | 3                                                | –                                                | 2                                                | 5                                                |
| 3                                                | Russland                                         | 2                                                | 4                                                | 3                                                | 9                                                |
| 4                                                | Vereinigtes Königreich                           | 2                                                | 1                                                | 1                                                | 4                                                |
| 5                                                | Australien                                       | 2                                                | –                                                | 1                                                | 3                                                |
| 6                                                | Kuba                                             | 1                                                | 3                                                | 1                                                | 5                                                |
| 7                                                | Belarus                                          | 1                                                | 1                                                | 1                                                | 3                                                |
| 8                                                | Brasilien                                        | 1                                                | –                                                | 1                                                | 2                                                |
| 9                                                | Jamaika                                          | 1                                                | –                                                | –                                                | 1                                                |
| 9                                                | Bahamas                                          | 1                                                | –                                                | –                                                | 1                                                |
| 9                                                | Frankreich                                       | 1                                                | –                                                | –                                                | 1                                                |
| 9                                                | Kasachstan                                       | 1                                                | –                                                | –                                                | 1                                                |
| 9                                                | Kroatien                                         | 1                                                | –                                                | –                                                | 1                                                |
| 9                                                | Sudan                                            | 1                                                | –                                                | –                                                | 1                                                |
| 15                                               | Spanien                                          | –                                                | 3                                                | –                                                | 3                                                |
| 16                                               | Kenia                                            | –                                                | 2                                                | 2                                                | 4                                                |
| 17                                               | Deutschland                                      | –                                                | 1                                                | 2                                                | 3                                                |
| 18                                               | Kanada                                           | –                                                | 1                                                | 1                                                | 2                                                |
| 19                                               | Belgien                                          | –                                                | 1                                                | –                                                | 1                                                |
| 19                                               | Marokko                                          | –                                                | 1                                                | –                                                | 1                                                |
| 19                                               | Neuseeland                                       | –                                                | 1                                                | –                                                | 1                                                |
| 19                                               | Portugal                                         | –                                                | 1                                                | –                                                | 1                                                |
| 19                                               | Südafrika                                        | –                                                | 1                                                | –                                                | 1                                                |
| 19                                               | Ukraine                                          | –                                                | 1                                                | –                                                | 1                                                |
| 25                                               | Polen                                            | –                                                | –                                                | 2                                                | 2                                                |
| 26                                               | Antigua und Barbuda                              | –                                                | –                                                | 1                                                | 1                                                |
| 26                                               | Bulgarien                                        | –                                                | –                                                | 1                                                | 1                                                |
| 26                                               | Tschechien                                       | –                                                | –                                                | 1                                                | 1                                                |
| 26                                               | Gabun                                            | –                                                | –                                                | 1                                                | 1                                                |